# Nivaldo Batista Santana
Nivaldo Batista Santana, meglio noto come Nivaldo (Feira de Santana, 23 giugno 1980), è un ex calciatore brasiliano, di ruolo difensore.